# Social tregrening
Social tregrening är en samhällsyn som utvecklades av Rudolf Steiner 1917–1919 och som fokuserar på en balans mellan de tre områdena kulturliv, rättsliv och näringsliv.

## De tre områdena
Tregreningen tar sin utgångspunkt i att samhället är delat i tre områden, vart och ett med sina egna lagar och funktioner: 
- Kulturlivet omfattar utbildning, vetenskap, religion, konst och massmedia.
- Rättslivet omfattar det politiska livet (staten), mänskliga rättigheter, lagar, förordningar och avtal.
- Näringslivet omfattar det ekonomiska livet med produktion, handel och konsumtion av varor och tjänster.

## Grundprinciper
- Tregrening vill främja frihet i kulturlivet, jämlikhet i rättslivet och associativ samverkan i det ekonomiska livet.
- En sund samhällsutveckling kräver att de tre områdena är tillräckligt självständiga gentemot varandra, men ändå samverkar i harmoni.
- Inget av dessa områden bör dominera ett annat område, medan de i praktiken oftast är sammanflätade.

## Tillämpning
Tregreningens principer har tillämpats i enskilda antroposofiskt orienterade företag, men aldrig på statlig nivå. Bernard Lievegoed i Holland införlivade viktiga aspekter av social tregrening i sitt arbete med organisationsutveckling. Vissa socialt ansvariga banker i Europa och USA arbetar utifrån ett tregreningsperspektiv.